# Apamea dahlbomi
Apamea dahlbomi är en fjärilsart som beskrevs av Burrau 1950. Apamea dahlbomi ingår i släktet Apamea och familjen nattflyn. Inga underarter finns listade i Catalogue of Life.